# Климент VII (антипапа)
Климент VII (антипапа) (Роберт, граф Женевський; 1342, Ансі — 16 вересня 1394, Авіньйон) — антипапа з 20 вересня 1378 року до смерті. Перший з двох «авіньйонських» антипап періоду Західної схизми.

## Життя

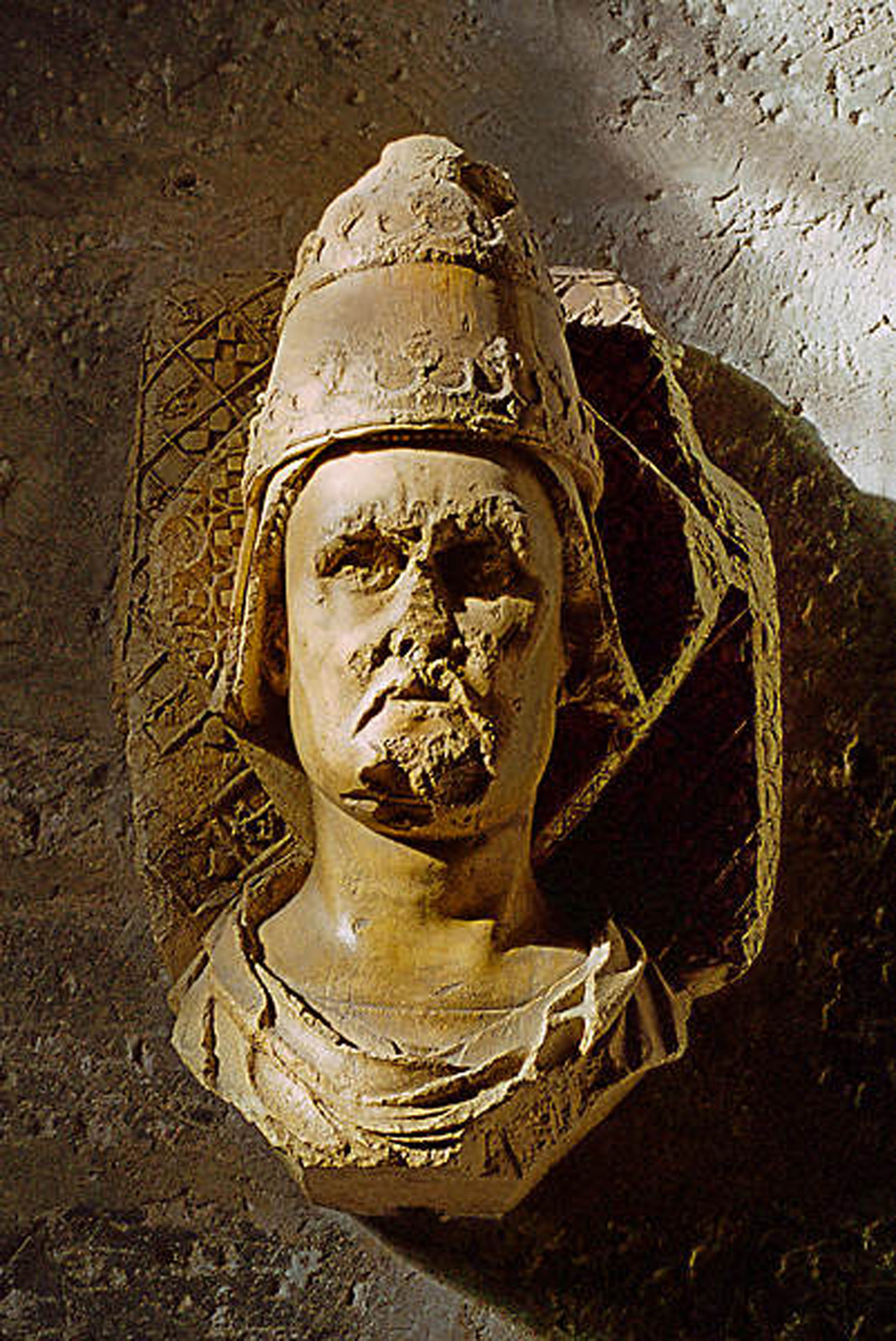
Бюст Климента VII в Малому палаці Авіньйону

Роберт був одним з молодших синів Амадея III, графа Женеви, народився у 1342 році. Обравши для себе духовну дорогу він був вже в юнацькому віці висвячений на священика, а в 1359 році став апостольським протонотарем. У 1361 році він був висвячений на єпископа і призначений єпископом Теруана (міста на півночі Франції), у 1368 році Роберт став архієпископом Камбре, а 30 травня 1371 року — кардиналом. У 1376 році був призначений легатом Папи в Північній Італії, де у цей момент спалахнуло повстання в папських областях. Роберт, чий характер і спосіб життя більше нагадував військового, аніж священнослужителя, особисто очолив війська, надіслані на придушення заколоту. При взяття міста Чезена було вбито близько 4 тисяч чоловік, що принесло Роберту Женевському прізвиська «різник» і «чезенський кат».

## Церковний розкол

Герб Климента VII

Після смерті Григорія XI конклав, що зібрався в Римі, вибрав новим папою Бартоломео Пріньяно, що прийняв ім'я Урбан VI. Він був коронований 10 квітня 1378, а кардинали-виборці висловили йому честь, як законно обраному папі. Однак заходи, які новий понтифік зробив проти кардиналів і куріальних сановників, особливо неіталійських національностей, призвели до того, що вже до осені 1378 папа поставив проти себе майже всіх кардиналів. Більшість кардиналів-виборців, включаючи всіх французьких, зібралися в місті Фонді і анулювали рішення попереднього конклаву (під приводом, що він (конклав) відчував тиск народу). У відповідь Урбан VI призначив 29 нових кардиналів з числа своїх прихильників. 20 вересня 1378 року кардинали у Фонді обрали новим папою — Роберта Женевського. Він прийняв ім'я Климент VII і спробував за допомогою зброї підкорити Рим. Однак населення міста захистило Урбана VI, і Климент змушений був відступити від стін Риму. Він попрямував в Авіньйон, де швидко відновив колишню папську адміністрацію. Обидва папи піддали один одного анафемі, зробивши, таким чином, церковний розкол доконаним фактом. Розкол Західної церкви згодом отримав назву Велика схизма західного християнства і тривав кілька десятиліть. Законність Урбана VI була визнана Священною Римською імперією, Угорщиною, Польщею, скандинавськими країнами та Англією; Климента підтримували Франція, Шотландія, Неаполь, Сицилія і країни Піренейського півострова. Аж до смерті у 1394 році Климент VII мав резиденцію в Авіньйоні. Він підтримав Людовіка II в боротьбі за Неаполь і відлучив його суперника Владислава від Церкви. Антипапа Климент не робив жодних спроб ліквідувати церковний розкол. Після смерті його наступником став Бенедикт XIII.